# Razzel
Razzel var en helkvällsunderhållning som sändes i Sveriges Television i flera omgångar under 1980-talet. Det första avsnittet sändes den 22 oktober 1983. Programledare var Lennart Swahn, Tommy Engstrand, Pelle Berglund, och från andra omgången även Gun Hägglund.
Egentligen skulle det ha hetat Jackpot eftersom Lotto-dragningen direktsändes under sändningen, men under oktober började Tipstjänst att använda sig av uttrycket "Måltipset med Jackpot" i sin marknadsföring. Någon hade fått se det på en reklampelare utanför TV-huset i Stockholm och upplyste kanalchefen Ingemar Leijonborg om detta. Leijonborg krävde då namnändring men redaktionen tyckte att namnet var så inarbetat (trots att serien inte hade haft premiär än) och vägrade. Leijonborg gav dem då ett ultimatum – om det inte blir en namnändring läggs hela projektet ned. Redaktionen gav sig då och namnet byttes till Razzel några dagar före premiären. Namnet Razzel hade ändå att göra med Lotto-dragningen, eftersom den maskin som användes för Lotto-dragningen rasslade och därav namnet på underhållningsprogrammet.
Ungefär samtidigt som första omgången av Razzel visades 1983 gjordes också en parodi som hette Trazzel med Svante Grundberg och Pelle Berglund.
Mellan de tre olika Razzel-sessionerna visades i första omgången TV-serier som Uppdrag i Singapore och Gäster med gester. I den andra omgången hösten 1984 sändes Gäster med gester, Pang i bygget och den amerikanska deckarserierna Mike Hammer och Philip Marlowe – privatdeckare. I den sista omgången våren 1986 sändes 'Allå, 'allå, 'emliga armén, Snobbar som jobbar och Svarte Orm.
Den 22 mars 1986 användes programmet som värd för Melodifestivalen 1986 med Lennart Swahn och Tommy Engstrand som programledare.
Razzel var ett av de program som ställdes in dagen efter det att Olof Palme mördades.
Sammanlagt 27 avsnitt. Inga gäster första säsongen.
Som signaturmelodi användes ett instrumentalt parti ur Flash and the Pans Hey, St. Peter.

## Avsnitt första omgången
|   | Datum            |
| - | ---------------- |
| 1 | 22 oktober 1983  |
| 2 | 29 oktober 1983  |
| 3 | 5 november 1983  |
| 4 | 12 november 1983 |
| 5 | 19 november 1983 |
| 6 | 26 november 1983 |
| 7 | 3 december 1983  |
| 8 | 10 december 1983 |

## Avsnitt andra omgången
|    | Datum            | Gäster                                                                        |
| -- | ---------------- | ----------------------------------------------------------------------------- |
| 1  | 6 oktober 1984   | Jan Malmsjö • Tina Turner                                                     |
| 2  | 13 oktober 1984  | Lill-Babs                                                                     |
| 3  | 20 oktober 1984  | Lasse Åberg och Electric Banana Band                                          |
| 4  | 27 oktober 1984  | Lasse Berghagen • Pernilla Wahlgren sjunger "Nu har det tänt" och "När du..." |
| 5  | 3 november 1984  | The Platters • Dollie de Luxe                                                 |
| 6  | 10 november 1984 | Monica Zetterlund • Monica Dominique                                          |
| 7  | 17 november 1984 | Jerry Williams • Anita Strandell                                              |
| 8  | 24 november 1984 | Eva Rydberg                                                                   |
| 9  | 1 december 1984  | Sten-Åke Cederhök • Tomas von Brömssen • Gunnar Svensson                      |
| 10 | 8 december 1984  | Anni-Frid Lyngstad                                                            |
| 11 | 15 december 1984 | Susanne Alfvengren • Brenda Russell                                           |
| 12 | 22 december 1984 | Limahl                                                                        |

## Avsnitt tredje omgången
|   | Datum            | Gäster |
| - | ---------------- | --- |
| 1 | 22 februari 1986 | Susanne Alfvengren, Leo Sayer |
| - | 1 mars 1986      | Inställt på grund av Palmemordet |
| 2 | 8 mars 1986      | Boy George och Culture Club, Little Mike & The Sweet Soul Music Band med doatrion Mikettes (Sharon Dyall, Anna-Lotta Larsson och Mia Lindgren)          |
| 3 | 22 mars 1986     | Dan Tillberg • Git Persson • Style • Lasse Holm & Monica Törnell • Anna Book • Sound of Music • Baden-Baden • Fredrik • Lena Philipsson • Karin Risberg |
| 4 | 27 mars 1986     | Anita Hegerland, Mike Oldfield, Tone Norum, Laban |
| 5 | 5 april 1986     | Carola Häggkvist, Jermaine Jackson |
| 6 | 12 april 1986    | Åge Alexandersen, Bobbysocks, Style |
| 7 | 19 april 1986    | Lena Philipsson |
| 8 | 26 april 1986    | Pernilla Wahlgren och Lasse Holm |